# Patellapis perlucens
Patellapis perlucens là một loài Hymenoptera trong họ Halictidae. Loài này được Cockerell mô tả khoa học năm 1933.